# Pseudomops angustus
Pseudomops angustus är en kackerlacksart som beskrevs av Walker, F. 1868. Pseudomops angustus ingår i släktet Pseudomops och familjen småkackerlackor. Inga underarter finns listade i Catalogue of Life.